# Capitulation de la grande Anse
Au 3 septembre 1793, les royalistes insurgés de Saint-Domingue, représentés par Pierre Venant de Charmilly signent avec les Britanniques, représentés par Sir Adam Williamson, gouverneur de la Jamaïque la « capitulation de la grande Anse » ou « traité de la Jamaïque ». 
Par ce traité, les Britanniques s’engagent vis-à-vis des Français à maintenir l’esclavage en échange du contrôle de l'île. Au 19 septembre, 500 soldats britanniques sont accueillis à Jérémie et au Môle-Saint-Nicolas le 22 septembre. Les royalistes livrent dans la foulée Saint-Marc, L’Arcahaie, Le Grand-Goâve, Tiburon et Léogâne. Pierre Venant de Charmilly se présente à Grande Anse, entouré d'officiers et de troupes britanniques, le 19 septembre 1793.